# HD276179
HD276179 є хімічно пекулярною зорею спектрального класу
B8 й має видиму зоряну величину в смузі V приблизно  9,8.

## Пекулярний хімічний вміст
Зоряна атмосфера HD276179 має підвищений вміст 
Si
.